# Presbyter
Možná hledáte: Kněžství v katolické církvi

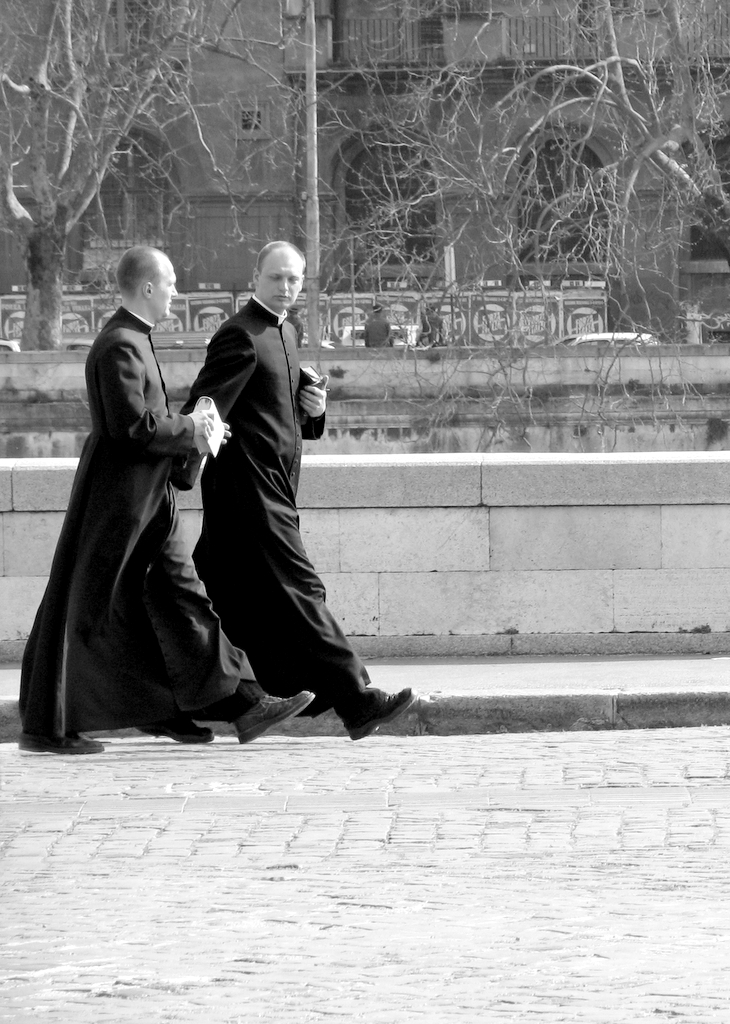
Dvojice římskokatolických presbyterů v Římě

Presbyter (řecky πρεσβύτερος presbyteros – starší) je v Novém zákoně označení vůdce místní křesťanské komunity.

## Vymezení pojmu
Ve 21. století se v katolických a pravoslavných církvích pojmu presbyter užívá jako společné označení pro kněze a biskupa, tedy svěcené služebníky, kteří mají kněžskou hodnost (na rozdíl od jáhna, který je svěcen ke službě). Pro samotného kněze se užívá pojem sacerdos. V některých případech pak sacerdos magnus pro biskupa.
V protestantských církevních společenstvích se pojmem presbyter nebo starší označují členové voleného orgánu sboru (staršovstva).

## V jiných jazycích
Termín presbyter se vyskytuje ve většině evropských jazyků různých jazykových variantách, a to jako obecné označení duchovního či kněze. V německy hovořících zemích se užívá výrazu Priester, v angličtině priest, francouzsky prêtre, italsky prete atd. Ve starší češtině se používal i pojem pryšt nebo pryšť. Existuje také termín protopresbyter nebo archipresbyter (arcipryšt, arcipřišt).